# Tortola
Tortola (deutsch und niederländisch Tertholen) ist mit 55,7 km² die größte Insel der Britischen Jungferninseln. Sie ist etwa 19 Kilometer lang und 5 Kilometer breit und hat 23.419 Einwohner (Stand 2010). Die Hauptstadt ist Road Town an der Südküste. Die höchste Erhebung der Insel und des gesamten Archipels ist der Mount Sage mit 523 m. Ein Großteil dessen Waldlandes ist als Naturschutzgebiet deklariert, das mit gut angelegten Wanderwegen erschlossen ist.

## Geschichte
Im 1. Jahrhundert v. Chr. besiedelten die Arawak die Insel, sie wurden im 15. Jahrhundert n. Chr. von den Kariben unterworfen.
Am Ende desselben Jahrhunderts wurden die Europäer auf diese Insel aufmerksam, nachdem sie 1493 von Christoph Kolumbus zusammen mit der gesamten Inselgruppe der heutigen Jungferninseln entdeckt worden war.
Die Spanier versuchten mehrmals, die Inselgruppe zu besiedeln, doch die ersten dauerhaften Siedlungen waren die von Piraten wie Blackbeard oder William Kidd. Anfang des 17. Jahrhunderts ließ sich Joost van Dyke auf Tortola nieder. Er war Kapitän eines Kaperschiffs, weshalb er manchmal als Pirat bezeichnet wurde. Er baute Baumwolle und Tabak an und erbaute 1620 das Fort Recovery auf der Insel.
Die Niederlande nahmen die Insel 1621 in Besitz und gaben ihr den Namen „Tertholen“. Zur Sicherung ihres neuen Kolonialbesitzes erbauten sie noch im selben Jahr Fort Tertholen, das 1640 bei einem spanischen Angriff zerstört wurde. Die vertriebenen holländischen Siedler kehrten 1648 zurück und gründeten das heutige Road Town an der Road Bay als Hauptort und Verwaltungssitz.
1672 wurden Tortola und deren Nachbarinseln von den Engländern in Besitz genommen. Sie richteten hier Plantagen ein, auf denen während der nächsten 150 Jahre durch afrikanische Sklaven Zuckerrohr angebaut wurde. Als die Briten Mitte des 19. Jahrhunderts  die Sklaverei abschafften, gaben die weißen Grundbesitzer den Zuckerrohranbau auf; die meisten von ihnen verließen die Britischen Jungferninseln während des dadurch verursachten wirtschaftlichen Niedergangs.
1871 erhielten die Inseln den Status einer britischen Kronkolonie, bis ihnen 1966 die innere Selbstverwaltung zugestanden wurde.
Zur Befestigung der Kolonialsitze wurden folgende Forts auf der Insel gebaut  (ursprüngliche Namen, teilweise später geändert):
- 1620 Fort Recovery (niederländisch),
- 1621 Fort Tertholen (niederländisch),
- 1776 Fort Burt (britisch),
- 1794 Fort George, Fort Charlotte, Fort Shirley (alle britisch).

## Sehenswürdigkeiten
Die J.R. O’Neal Botanic Gardens im Zentrum von Road Town beeindrucken durch ihre exotische Pflanzenfülle. Ein Rundweg passiert unter anderem einen künstlichen Wasserfall und ein Freiluftgehege für tropische Vögel. Im Tiefseehafen und am Fähranleger von Road Town ankern viele große Katamarane und Jachten, die oft für Ausflüge in die Inselwelt der Virgins gechartert werden können. In der Main Street von Road Town finden sich Geschäfte, Bars und Pubs sowie einige Häuser im Kolonialstil.
Auf Tortola stehen viele Forts bzw. deren Ruinen. An der Südküste bauten die ersten niederländischen Siedler im 17. Jahrhundert das Fort Recovery und beim Pockwood Pond kann man die Überreste von The Dungeon (18. Jahrhundert) erkunden, das als Fort der Überwachung des Schiffsverkehrs zwischen den Inseln diente. In einem seiner Kellergewölbe finden sich an den Wänden Ritzzeichnungen – wahrscheinlich von Häftlingen. Ebenfalls aus dem 18. Jahrhundert stammen auf Fort Hill – nahe bei Road Town – die Ruine des britischen Fort George und die Reste von Fort Charlotte auf Harrigan’s Hill.

## Ursprung des Namens
Der Name leitet sich aus dem niederländischen Eiland Ter Tholen her, in Anlehnung an die gleichnamige Halbinsel in der Provinz Zeeland der südwestlichen Niederlande. Die Bezeichnung Taubeninsel bezieht sich fälschlicherweise auf das spanische tórtola, was Turteltaube bedeutet. Die Insel wurde Tertholen, New Tertholen und spanisch Santa Ana genannt, bevor unter britischer Herrschaft der Name auf Tortola geändert wurde.

## Verkehr
Der internationale Flughafen Terrance B. Lettsome International Airport (IATA-Code: EIS) liegt auf der östlich vorgelagerten Beef Island, die über die 70 Meter lange Queen Elizabeth II Bridge mit Tortola verbunden ist. 